# Авуаель (парафія)
Шаблон:StateAbbr_ 31°04′ пн. ш. 92°00′ зх. д. / 31.07° пн. ш. 92° зх. д.
Округ Авуаель (англ. Avoyelles Parish) — округ (парафія) у штаті Луїзіана, США. Ідентифікатор округу 22009.

## Демографія
За даними перепису
2000 року
загальне населення округу становило 41481 осіб, зокрема міського населення було 15531, а сільського — 25950.
Серед мешканців округу чоловіків було 20363, а жінок — 21118. В окрузі було 14736 домогосподарств, 10584 родин, які мешкали в 16576 будинках.
Середній розмір родини становив 3,11.
Віковий розподіл населення поданий у таблиці:
| Стать    | До 15 років | 15-21 | 22-29 | 30-39 | 40-49 | 50-65 | 65-85 | Понад 85 |
| -------- | ----------- | ----- | ----- | ----- | ----- | ----- | ----- | -------- |
| Чоловіки | 4599        | 2256  | 2240  | 3123  | 2910  | 2999  | 2025  | 211      |
| Жінки    | 4435        | 2112  | 2032  | 3014  | 2972  | 3114  | 2904  | 535      |

## Суміжні округи
- Ла-Салл — північ
- Катаула — північ
- Конкордія — північний схід
- Вест-Фелісіана — схід
- Пуант — південний схід
- Сент-Ландрі — південь
- Еванджелін — південний захід
- Рапід — захід

## Виноски
1. ↑  U.S. Decennial Census. United States Census Bureau. Архів оригіналу за 26 квітня 2015. Процитовано 20 серпня 2014.
2. ↑  Historical Census Browser. University of Virginia Library. Архів оригіналу за 11 серпня 2012. Процитовано 20 серпня 2014.
3. ↑  Population of Counties by Decennial Census: 1900 to 1990. United States Census Bureau. Архів оригіналу за 15 вересня 2014. Процитовано 20 серпня 2014.
4. ↑  Census 2000 PHC-T-4. Ranking Tables for Counties: 1990 and 2000 (PDF). United States Census Bureau. Архів оригіналу (PDF) за 18 грудня 2014. Процитовано 20 серпня 2014.
5. ↑  State & County QuickFacts. United States Census Bureau. Архів оригіналу за 6 липня 2011. Процитовано 20 серпня 2013. [Архівовано 2011-06-07 у Wayback Machine.](англ.) Наведено за англійською вікіпедією.
6. ↑  American FactFinder. Бюро перепису населення США. Архів оригіналу за 26 лютого 2012. Процитовано 31 січня 2008. [Архівовано 2008-05-21 у Wayback Machine.]

| США | Це незавершена стаття з географії США. Ви можете допомогти проєкту, виправивши або дописавши її. |